# Juraj Ratkaj
Juraj Ratkaj Velikotaborski (Veliki Tabor, 22. prosinca 1612. – Zagreb, 1. rujna 1666.), barun, hrvatski katolički svećenik, povjesničar iz velikaške obitelji Ratkaj.

## Životopis
Sin je Petra Ratkaja i Barbare Erdödy. Bio je član isusovačkoga reda (1632. – 1639.), zatim dijecezanski svećenik i od 1642. zagrebački kanonik. Sudjelovao je u borbama protiv Turaka 1641. i 1648. te u 30-godišnjem ratu 1647. godine. Bio je zastupnik Ugarskoga sabora u Požunu.
U katoličkom i nacionalnom duhu napisao je povijest Hrvata Memoria regum et banorum regnorum Dalmatiae, Croatiae et Sclavoniae, koja je objavljena u Beču 1652. U povijesnoj znanosti Juraj Ratkaj tako ostaje zabiljezen kao autor prve sustavne povijesti Hrvata.
Prijateljevao je i ratovao zajedno s banom Ivanom Draškovićem i mnogim drugim odličnicima toga vremena, kao sto su bili knez Juraj Frankopan i grof Petar Zrinski. Našao je vremena i za prilično slobodan život u svojem prekrasnom dvorcu Veliki Tabor, ali i za stvaranje vrlo zanimljivih književnih i povijesnih spisa. Njegov prijevod s latinskoga Kriposti Ferdinanda Drugog osobito je vrijedan zbog predgovora u kojem spočitava svojim sunarodnjacima što su nemarni u pogledu knjige i što se odaju drugim radostima, premda bi zidine njegovog Velikog Tabora mogle i njemu spočitnuti brigu za ovozemaljske radosti. Njegove sposobnosti dale su naslutiti da će izrasti u velikana svoga roda, no žestina, neposlušnost, svojeglavost i nedoličnost doveli su ga do toga da je bio lišen kanoničke časti i dohotka. Pri kraju života, iako je bio lišen kanoničke časti, zahvaljujući milosti biskupa Petretića, određen je za župnika Svetoga Ivana u Zagrebu, gdje je u miru proveo svoje posljednje dane.
S njim je izumrla obitelj velikotaborskih Ratkaja.